# Перак (футбольний клуб)
Перак Зе Бос Гаурус або просто «Перак» малай. Kelab Bola Sepak Perak The Bos Gaurus — малайзійський футбольний клуб, який виступає в Малайзійській Суперлізі.

## Досягнення
- Малайзійська Прем'єр-ліга:
  -  Чемпіон (2): 2002, 2003
  -  Віце-чемпіон (2): 2007, 2018

- Другий дивізіон:
  -  Віце-чемпіон (1): 1989

- Кубок Малайзії:
  -  Володар (8): 1926, 1931, 1957, 1967, 1970, 1998, 2000, 2018
  -  Фіналіст (11): 1923, 1951, 1959, 1960, 1961, 1964, 1971, 1972, 1974, 2001, 2007

- Кубок Футбольної асоціації Малайзії:
  -  Володар (2): 1990, 2004
  -  Фіналіст (4): 1991, 2002, 2005, 2019

- Суперкубок Малайзії
  -  Володар (3): 1999, 2005, 2006
  -  Фіналіст (2): 2001, 2019